# Еволокумаб
Еволокумаб (търговско наименование Repatha) е моноклонално антитяло, предназначено за лечение на хиперхолестеролемия.
Еволокумаб е естествено човешко моноклонално антитяло, което забавя пропротеина конвертаза субтилизин / кексин тип 9 (PCSK9). PCSK9 е протеин, който е насочен към LDL (холестерол) рецепторите за разграждане и по този начин намалява способността на черния дроб да отделя от кръвта LDL – C или „лошия“ холестерол.
През 2015 г. продуктът струва около $ 14 100 щатски долара годишно. Една публикация изчислява тази сума от между $ 400 000 и $ 500 000 долара за календарна година, коригирана с качество (QALY), която не отговаря на „общоприетите“ прагове на разходите и ползите. Авторите изчисляват, че годишната цена от $ 4500 долара ще отговаря на приемлив стандарт от $ 100 000 долара за QALY. Той е разработен от американската фармацевтична компания „Амджен“ (Amgen). На 26 октомври 2018 „Амджен“ обявиха 60% намаление на цената и сега лекарството струва само $ 5850 щатски долара.

## Механизъм на действие
Еволокумаб е проектиран да се свързва с PCSK9 и да забавя PCSK9 от свързване с LDL (холестерол) рецепторите на чернодробната повърхност. При отсъствието на PCSK9 има повече LDL (холестерол) рецепторите на повърхността на чернодробните клетки, за да се отстрани LDL – C от кръвта.

## История
През август 2014 г. „Амджен“ подава заявление за биологично разрешение за еволюциомаб на FDA (Федералната Американска Агенция по Храните и лекарствата). Агенцията одобрява инжекцията с еволокумаб на 27 август 2015 г. за някои пациенти, които не могат да контролират LDL (холестерол) с настоящите възможности за лечение. Европейската комисия го одобрява през юли 2015 г. Evolocumab получава одобрение от Health Canada на 10 септември 2015 г. „Амджен“ съобщава одобрението на Health Canada в прессъобщение на 15 септември 2015 г.
Редженерон (Regeneron) и „Амджен“ подават заявление за патентна защита на своите моноклонални антитела срещу PCSK9, а компаниите се въвличат в патентен спор в САЩ. През март 2016 г. окръженият съд установява, че лекарственият продукт aliferumab на Редженерон нарушава патентите на „Амджен“. След това „Амджен“ изисква заповед, с която Редженерон и Санофи (Sanofi) да бъдат освободени от пускането на пазара на алирокумаб, който е издаден през януари 2017 г. Съдията дава на Редженерон и Санофи период от 30 дни да обжалват, преди заповедта да влезе в сила.
Резултатите от проучването на Форие (FOURIER) са публикувани през март 2017 г.